# Großer Preis von Großbritannien 1961
Der Große Preis von Großbritannien 1961 (offiziell XIV RAC British Grand Prix) fand am 15. Juli auf dem Aintree Circuit in Liverpool statt und war das fünfte Rennen der Automobil-Weltmeisterschaft 1961.

## Bericht

### Hintergrund
Nachdem Ferrari die erste Hälfte der Saison dominiert und die letzten drei Rennen gewonnen hatte, hatte das Team bereits beim Großen Preis von Großbritannien die Chance, vorzeitig Konstrukteursweltmeister zu werden. Hierfür benötigte Ferrari einen Sieg und Lotus durfte maximal Dritter werden. Der Ferrari 156 war der Konkurrenz jedoch überlegen, sodass auch in der Fahrerwertung zwei Ferrari-Fahrer führten, Phil Hill und Wolfgang Graf Berghe von Trips. Insgesamt war der Fahrerweltmeistertitel allerdings noch offen, da in den ersten vier Rennen vier unterschiedliche Fahrer gewannen.
Neben den Werksteams, die ihre Fahrerpaarungen nicht änderten war ein überwiegender Teil des Fahrerfeldes mit privaten Wagen fürs Rennen gemeldet. Das Rob Walker Racing Team meldete wie zuvor einen Lotus 18/21 für Stirling Moss und zusätzlich sowohl für Moss, als auch für Jack Fairman einen Ferguson P99. Der Wagen hatte im Gegensatz zur Konkurrenz einen Frontmotor und Allradantrieb. Da dies der einzige Einsatz dieses Fahrzeugs bei der Automobilweltmeisterschaft blieb, wurde der Große Preis von Großbritannien 1961 zum letzten Rennen der Formel-1-Geschichte, bei der ein frontmotorbetriebener Wagen verwendet wurde. Das Heckmotorkonzept hatte sich damit endgültig durchgesetzt. Gleichzeitig war der Ferguson P99 der erste Wagen, bei dem beide Achsen angetrieben wurden. Allrad wurde in den folgenden Jahren auch an anderen Fahrzeugen getestet, setzte sich allerdings nicht durch und wurde später laut Reglement verboten. Für Fairman war es das einzige Rennen für das Rob Walker Racing Team. Ein weiteres neues Auto war der Gilby 61 von Gilby Engineering, die zum ersten Mal einen selbstkonstruierten Wagen verwendeten. Auch bei diesem gab es keinen weiteren Einsatz, in der folgenden Saison wurde bei zwei Rennen der Gilby 62 gemeldet.
Das Yeoman Credit Racing Team fuhr den Rest der Saison mit seinen beiden Fahrern John Surtees und Roy Salvadori. British Racing Partnership hatte Henry Taylor und Lucien Bianchi gemeldet. Bianchi beendete anschließend die Saison und wechselte 1962 zurück zur Equipe Nationale Belge. Camoradi International hatte einen Cooper T53 für Masten Gregory und einen Lotus 18 für Ian Burgess, der das letzte Mal in seiner Karriere einen Lotus fuhr. Für die Scuderia Centro Sud kehrte Lorenzo Bandini nach einem Rennen Pause wieder zurück, sein Teamkollege war Massimo Natili, für den der Grand Prix die einzige Rennteilnahme war. Außerdem waren Tim Parnell, Gerry Ashmore, Jackie Lewis, Tony Marsh, Tony Maggs, Wolfgang Seidel, Carel Godin de Beaufort und Giancarlo Baghetti mit privaten Fahrzeugen gemeldet. Maggs und Ashmore debütierten, Parnell kehrte nach zwei Jahren Pause zurück und qualifizierte sich das erste Mal in seiner Karriere für ein Rennen der Automobilweltmeisterschaft. Die meisten dieser Fahrer verwendeten entweder einen älteren Cooper oder einen älteren Lotus für den Grand Prix.
Mit Moss, Tony Brooks und Jack Brabham nahmen drei ehemalige Sieger des Rennens teil, Moss und Brabham waren jeweils zweimal siegreich, wobei Brabham einen dieser Siege auf dem Silverstone Circuit erreichte. Bei den Konstrukteuren gewann zuvor Ferrari fünfmal den Großen Preis von Großbritannien, Cooper zweimal, auf dem Aintree Circuit war Cooper jedoch das einzige teilnehmende Team, die zuvor hier gewonnen hatten.

### Training
Die Dominanz von Ferrari in den Trainingssitzungen fand beim Großen Preis von Großbritannien ein Ende. Das Team belegte zwar erneut die ersten beiden Startplätze, hatte aber nicht mehr den Vorsprung von mehr als einer Sekunde auf die Konkurrenz. Die anderen Teams, wie Porsche und Lotus hatten den Abstand zu Ferrari verringert und hatten die Möglichkeit die Pole-Position zu erreichen. Das Training war eines der knappsten der Formel-1-Geschichte, gleich vier Fahrer fuhren die zeitgleiche schnellste Trainingsrunde. Phil Hill wurde die Pole-Position zugesprochen, für ihn die vierte in Folge. Auf Startplatz zwei wurde sein Teamkollege Ginther gewertet vor Jo Bonnier auf Porsche und Graf Berghe von Trips im dritten Ferrari. Zwei Zehntelsekunden langsamer waren Moss und Brooks, die die Ränge fünf und sechs belegten.
Auch das Mittelfeld lag nur knapp hinter diesen Fahrern, die Lotus-Werksfahrer Innes Ireland und Jim Clark qualifizierten sich vor Brabham und John Surtees. Alle anderen Fahrer benötigten mehr als zwei Minuten für ihre schnellste Trainingsrunde, Fairman platzierte dabei den Ferguson P99 auf Position 20, Greene den neuen Gilby 61 auf Rang 23. Alle 30 Fahrer qualifizierten sich für das Rennen.

### Rennen

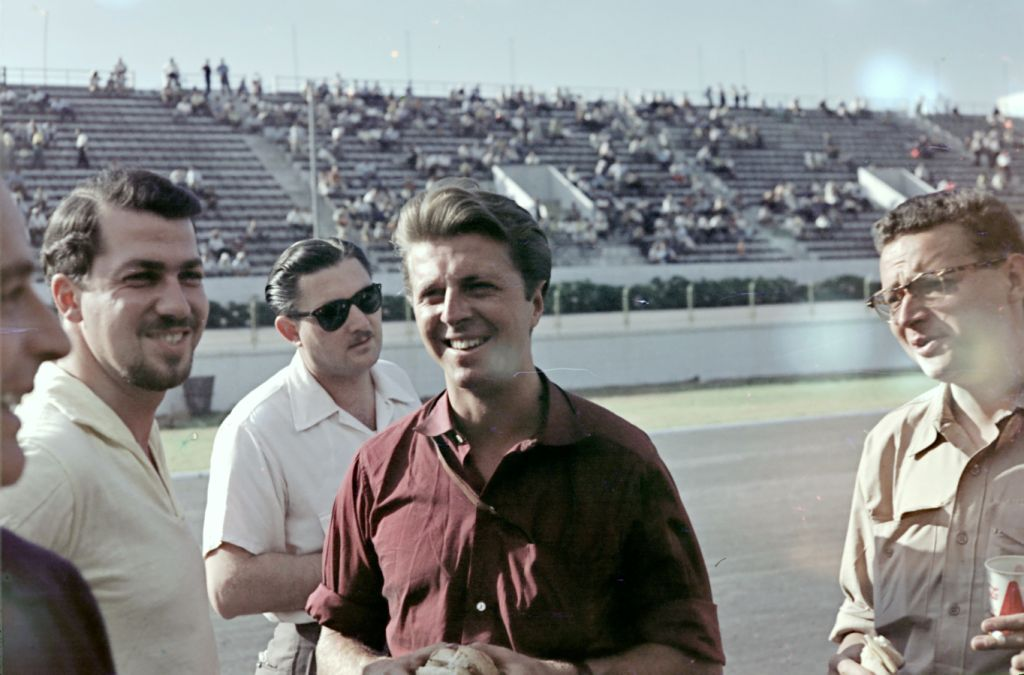
Letzter Sieg von Wolfgang Graf Berghe von Trips (Mitte) (Bild von 1957)

Das Rennen startete im Regen und Phil Hill übernahm die Führung vor seinen Teamkollegen Graf Berghe von Trips und Ginther. Hinter den drei Ferraris lagen Moss und Bonnier. Phil Hill behielt in den ersten sechs Runden die Führung, bis er von Graf Berghe von Trips überholt wurde. Nach einem Fahrfehler von Ginther verbesserte sich Moss auf Platz zwei und überholte im Anschluss auch Phil Hill. Danach schloss er auf Graf Berghe von Trips auf, ein Überholmanöver gelang ihm jedoch nicht. Hinter den beiden Führenden duellierten sich Phil Hill, Ginther, Bonnier und Clark um die Positionen im vorderen Mittelfeld.
Im hinteren Feld gab es mehrere Ausfälle in der Anfangsphase des Rennens. Natili schied bereits in der ersten Rennrunde mit Getriebeschaden aus, Lewis stellte wenige Runden später seinen Wagen mit einem technischen Defekt ab und bei Ashmore war die Zündung seines Lotus defekt. Das Rennen wurde außerdem von einem schweren Unfall überschattet, bei dem Taylor die Kontrolle über seinen Wagen verlor und nach der Kurve „Melling Crossing“ von der Fahrbahn abkam. Er wurde unter einem Werbeschild eingeklemmt und es dauerte lange ihn zu befreien, er überstand den Unfall mit nur leichten Verletzungen. In den nachfolgenden Runden schieden Parnell, Surtees und Marsh mit weiteren technischen Defekten aus, Baghetti verunfallte ebenfalls aufgrund der nassen Fahrbahn.
An der Spitze blieb Moss lange Zeit hinter Graf Berghe von Trips. Als er ihn zwischen den Kurven Melling Crossing und Tatts Corner zu überholen versuchte, kam er auf einer rutschigen Stelle ins Schleudern, fing den Lotus aber noch ab. Moss behielt den zweiten Platz, verlor jedoch mehrere Sekunden auf Graf Berghe von Trips. Wenige Runden später begann die nächste Ausfallserie, an der Moss wegen defekten Bremsen beteiligt war, und die ebenfalls das Rennende von Graham Hill, Bianchi und Clark bedeutete. Die Reihenfolge an der Spitze war nach dem Ausfall von Moss Graf Berghe von Trips vor Ginther und Phil Hill. Die Ferrari-Teamleitung entschied sich diese Reihenfolge zugunsten von Phil Hill anzupassen und wies Ginther an, seinen Teamkollegen vorbei zu lassen. In dieser Reihenfolge erreichten die drei Ferrari-Fahrer auch das Ziel, nachdem sie bei abtrocknender Strecke ihren Vorsprung auf die Konkurrenz deutlich ausbauten.
Graf Berghe von Trips gewann seinen zweiten und letzten Grand Prix, da er zwei Rennen später beim Großen Preis von Italien tödlich verunglückte. Dies war der vierte Sieg in Folge für Ferrari und der letzte eines deutschen Fahrers bis zum Großen Preis von Spanien 1975, als Jochen Mass seinen einzigen Grand Prix gewann. Graf Berghe von Trips hatte nach dem Rennen zwei Punkte Vorsprung auf Phil Hill, neuer Dritter war Ginther. Dadurch, dass Ferrari alle Podestplätze belegte sicherte sich das Team drei Rennen vor Saisonende die Konstrukteursweltmeisterschaft. Dies war der erste Titelgewinn für Ferrari in dieser 1958 eingeführten Wertung. Brabham erreichte im Rennen den vierten Platz, seine beste Saisonplatzierung, Fünfter wurde Bonnier und einen Punkt für den sechsten Rang erzielte Salvadori. Gurney und McLaren erreichten mit jeweils einer Runde Rückstand das Ziel, dahinter klassifizierten sich mit mehreren Runden Rückstand Brooks, Ireland, Gregory und Bandini.
Der Fergusan von Fairman wurde nach dem Rennen disqualifiziert, da er den Wagen in den letzten Runden an Moss übergeben hatte und dieser in der Box von seinen Mechanikern angeschoben wurde. Die schnellste Rennrunde fuhr Brooks, für ihn war dies die letzte schnellste Rennrunde seiner Karriere.

## Meldeliste
| Team                       | Nr. | Fahrer                         | Chassis      | Motor           | Reifen |
| -------------------------- | --- | ------------------------------ | ------------ | --------------- | ------ |
| Scuderia Ferrari SpA SEFAC | 02  | Phil Hill                      | Ferrari 156  | Ferrari 1.5 V6  | D      |
| Scuderia Ferrari SpA SEFAC | 04  | Wolfgang Graf Berghe von Trips | Ferrari 156  | Ferrari 1.5 V6  | D      |
| Scuderia Ferrari SpA SEFAC | 06  | Richie Ginther                 | Ferrari 156  | Ferrari 1.5 V6  | D      |
| Porsche System Engineering | 08  | Jo Bonnier                     | Porsche 718  | Porsche 1.5 B4  | D      |
| Porsche System Engineering | 10  | Dan Gurney                     | Porsche 718  | Porsche 1.5 B4  | D      |
| Cooper Car Company         | 12  | Jack Brabham                   | Cooper T55   | Climax 1.5 L4   | D      |
| Cooper Car Company         | 14  | Bruce McLaren                  | Cooper T55   | Climax 1.5 L4   | D      |
| Team Lotus                 | 16  | Innes Ireland                  | Lotus 21     | Climax 1.5 L4   | D      |
| Team Lotus                 | 18  | Jim Clark                      | Lotus 21     | Climax 1.5 L4   | D      |
| Owen Racing Organisation   | 20  | Graham Hill                    | BRM P48/57   | Climax 1.5 L4   | D      |
| Owen Racing Organisation   | 22  | Tony Brooks                    | BRM P48/57   | Climax 1.5 L4   | D      |
| Rob Walker Racing Team     | 26  | Jack Fairman                   | Ferguson P99 | Climax 1.5 L4   | D      |
| Rob Walker Racing Team     | 28  | Stirling Moss                  | Lotus 18/21  | Climax 1.5 L4   | D      |
| Rob Walker Racing Team     | 26  | Stirling Moss                  | Ferguson P99 | Climax 1.5 B4   | D      |
| UDT Laystall Racing Team   | 30  | Henry Taylor                   | Lotus 18/21  | Climax 1.5 L4   | D      |
| UDT Laystall Racing Team   | 32  | Lucien Bianchi                 | Lotus 18/21  | Climax 1.5 L4   | D      |
| Yeoman Credit Racing Team  | 34  | John Surtees                   | Cooper T53   | Climax 1.5 L4   | D      |
| Yeoman Credit Racing Team  | 36  | Roy Salvadori                  | Cooper T53   | Climax 1.5 L4   | D      |
| Tim Parnell                | 38  | Tim Parnell                    | Lotus 18     | Climax 1.5 L4   | D      |
| Gerry Ashmore              | 38  | Gerry Ashmore                  | Lotus 18     | Climax 1.5 L4   | D      |
| Camoradi International     | 42  | Masten Gregory                 | Cooper T53   | Climax 1.5 L4   | D      |
| Camoradi International     | 44  | Ian Burgess                    | Lotus 18     | Climax 1.5 L4   | D      |
| H&L Motors                 | 46  | Jackie Lewis                   | Cooper T53   | Climax 1.5 L4   | D      |
| Tony Marsh                 | 48  | Tony Marsh                     | Lotus 18     | Climax 1.5 L4   | D      |
| Louise Bryden-Brown        | 50  | Tony Maggs                     | Lotus 18     | Climax 1.5 L4   | D      |
| Scuderia Colonia           | 52  | Wolfgang Seidel                | Lotus 18     | Climax 1.5 L4   | D      |
| Gilby Engineering          | 54  | Keith Greene                   | Gilby 61     | Climax 1.5 L4   | D      |
| Ecurie Maarsbergen         | 56  | Carel Godin de Beaufort        | Porsche 718  | Porsche 1.5 B4  | D      |
| Scuderia Sant’Ambroeus     | 58  | Giancarlo Baghetti             | Ferrari 156  | Ferrari 1.5 V6  | D      |
| Scuderia Centro Sud        | 60  | Lorenzo Bandini                | Cooper T53   | Maserati 1.5 L4 | D      |
| Scuderia Centro Sud        | 62  | Massimo Natili                 | Cooper T51   | Maserati 1.5 L4 | D      |

Anmerkungen
1. 1 2  Der Ferguson P99 mit der Nummer 26 war für zwei Teams gemeldet. Jack Fairman fuhr den Wagen in den Trainingssitzungen und im Rennen für das Rob Walker Racing Team. Nach 56 Runden übergab er den Wagen an Stirling Moss, der für das RRC Walker Racing Team fuhr.

## Klassifikationen

### Startaufstellung
| Pos. | Fahrer                         | Konstrukteur    | Zeit   | Ø-Geschwindigkeit | Start |
| ---- | ------------------------------ | --------------- | ------ | ----------------- | ----- |
| 01   | Phil Hill                      | Ferrari         | 1:58,8 | 146,30 km/h       | 01    |
| 02   | Richie Ginther                 | Ferrari         | 1:58,8 | 146,30 km/h       | 02    |
| 03   | Jo Bonnier                     | Porsche         | 1:58,8 | 146,30 km/h       | 03    |
| 04   | Wolfgang Graf Berghe von Trips | Ferrari         | 1:58,8 | 146,30 km/h       | 04    |
| 05   | Stirling Moss                  | Lotus-Climax    | 1:59,0 | 146,06 km/h       | 05    |
| 06   | Tony Brooks                    | B.R.M.-Climax   | 1:59,0 | 146,06 km/h       | 06    |
| 07   | Innes Ireland                  | Lotus-Climax    | 1:59,2 | 145,81 km/h       | 07    |
| 08   | Jim Clark                      | Lotus-Climax    | 1:59,2 | 145,81 km/h       | 08    |
| 09   | Jack Brabham                   | Cooper-Climax   | 1:59,4 | 145,57 km/h       | 09    |
| 10   | John Surtees                   | Cooper-Climax   | 1:59,6 | 145,32 km/h       | 10    |
| 11   | Graham Hill                    | B.R.M.-Climax   | 2:00,0 | 144,84 km/h       | 11    |
| 12   | Dan Gurney                     | Porsche         | 2:00,2 | 144,60 km/h       | 12    |
| 13   | Roy Salvadori                  | Cooper-Climax   | 2:00,8 | 143,88 km/h       | 13    |
| 14   | Bruce McLaren                  | Cooper-Climax   | 2:01,0 | 143,64 km/h       | 14    |
| 15   | Jackie Lewis                   | Cooper-Climax   | 2:01,0 | 143,64 km/h       | 15    |
| 16   | Masten Gregory                 | Cooper-Climax   | 2:01,4 | 143,17 km/h       | 16    |
| 17   | Henry Taylor                   | Lotus-Climax    | 2:01,8 | 142,70 km/h       | 17    |
| 18   | Carel Godin de Beaufort        | Porsche         | 2:02,0 | 142,47 km/h       | 18    |
| 19   | Giancarlo Baghetti             | Ferrari         | 2:02,0 | 142,47 km/h       | 19    |
| 20   | Jack Fairman                   | Ferguson-Climax | 2:03,4 | 140,85 km/h       | 20    |
| 21   | Lorenzo Bandini                | Cooper-Maserati | 2:03,6 | 140,62 km/h       | 21    |
| 22   | Wolfgang Seidel                | Lotus-Climax    | 2:04,2 | 139,94 km/h       | 22    |
| 23   | Keith Greene                   | Gilby-Maserati  | 2:06,0 | 137,94 km/h       | 23    |
| 24   | Tony Maggs                     | Lotus-Climax    | 2:06,4 | 137,51 km/h       | 24    |
| 25   | Ian Burgess                    | Lotus-Climax    | 2:06,6 | 137,29 km/h       | 25    |
| 26   | Gerry Ashmore                  | Lotus-Climax    | 2:08,2 | 135,58 km/h       | 26    |
| 27   | Tony Marsh                     | Lotus-Climax    | 2:09,6 | 134,11 km/h       | 27    |
| 28   | Massimo Natili                 | Cooper-Maserati | 2:10,2 | 133,49 km/h       | 28    |
| 29   | Tim Parnell                    | Lotus-Climax    | 2:16,8 | 127,05 km/h       | 29    |
| 30   | Lucien Bianchi                 | Lotus-Climax    | 2:18,8 | 125,22 km/h       | 30    |

### Rennen
| Pos. | Fahrer                         | Konstrukteur    | Runden | Stopps | Zeit        | Start | Schnellste Runde |
| ---- | ------------------------------ | --------------- | ------ | ------ | ----------- | ----- | ---------------- |
| 01   | Wolfgang Graf Berghe von Trips | Ferrari         | 75     |        | 2:40:53,6   | 04    | 1:58,8           |
| 02   | Phil Hill                      | Ferrari         | 75     |        | + 46,0      | 01    | 1:59,4           |
| 03   | Richie Ginther                 | Ferrari         | 75     |        | + 46,8      | 02    | 1:59,6           |
| 04   | Jack Brabham                   | Cooper-Climax   | 75     |        | + 1:08,6    | 09    | 1:58,8           |
| 05   | Jo Bonnier                     | Porsche         | 75     |        | + 1:16,2    | 03    | 1:58,2           |
| 06   | Roy Salvadori                  | Cooper-Climax   | 75     |        | + 1:26,2    | 13    | 1:59,0           |
| 07   | Dan Gurney                     | Porsche         | 74     |        | + 1 Runde   | 12    | 1:59,8           |
| 08   | Bruce McLaren                  | Cooper-Climax   | 74     |        | + 1 Runde   | 14    | 1:59,2           |
| 09   | Tony Brooks                    | B.R.M.          | 73     |        | + 2 Runden  | 06    | 1:57,8           |
| 10   | Innes Ireland                  | Lotus-Climax    | 72     |        | + 3 Runden  | 07    | 2:00,6           |
| 11   | Masten Gregory                 | Cooper-Climax   | 71     |        | + 4 Runden  | 16    | 2:03,2           |
| 12   | Lorenzo Bandini                | Cooper-Maserati | 71     |        | + 4 Runden  | 21    | 2:02,4           |
| 13   | Tony Maggs                     | Lotus-Climax    | 69     |        | + 6 Runden  | 24    | 2:04,4           |
| 14   | Ian Burgess                    | Lotus-Climax    | 69     |        | + 6 Runden  | 25    | 2:04,2           |
| 15   | Keith Greene                   | Gilby-Climax    | 69     |        | + 6 Runden  | 23    | 2:06,4           |
| 16   | Carel Godin de Beaufort        | Porsche         | 69     |        | + 6 Runden  | 18    | 2:05,4           |
| 17   | Wolfgang Seidel                | Lotus-Climax    | 58     |        | + 17 Runden | 22    | 2:08,2           |
| –    | Jim Clark                      | Lotus-Climax    | 62     |        | DNF         | 08    | 1:59,2           |
| –    | Lucien Bianchi                 | Lotus-Climax    | 45     |        | DNF         | 30    | 2:17,8           |
| –    | Stirling Moss                  | Lotus-Climax    | 44     |        | DNF         | 05    | 2:00,8           |
| –    | Graham Hill                    | B.R.M.-Climax   | 43     |        | DNF         | 11    | 2:11,8           |
| –    | Giancarlo Baghetti             | Ferrari         | 27     |        | DNF         | 19    | 2:14,0           |
| –    | Tony Marsh                     | Lotus-Climax    | 25     |        | DNF         | 27    | 2:17,0           |
| –    | John Surtees                   | Cooper-Climax   | 23     |        | DNF         | 10    | 2:12,4           |
| –    | Tim Parnell                    | Lotus-Climax    | 12     |        | DNF         | 29    | 2:32,6           |
| –    | Gerry Ashmore                  | Lotus-Climax    | 7      |        | DNF         | 26    | 2:37,6           |
| –    | Jackie Lewis                   | Cooper-Climax   | 7      |        | DNF         | 15    | 2:23,8           |
| –    | Henry Taylor                   | Lotus-Climax    | 5      |        | DNF         | 17    | 2:18,4           |
| –    | Massimo Natili                 | Cooper-Maserati | 0      |        | DNF         | 28    | –                |
| DSQ  | Jack Fairman Stirling Moss     | Ferguson-Climax | 56     | –      | –           | 20    | 2:09,0           |

## WM-Stände nach dem Rennen
Die ersten sechs des Rennens bekamen 9, 6, 4, 3, 2, 1 Punkte. Es zählten nur die fünf besten Ergebnisse aus acht Rennen. In der Konstrukteurswertung bekamen die ersten sechs des Rennens 8, 6, 4, 3, 2, 1 Punkte, es zählten dabei nur die Punkte des bestplatzierten Fahrers eines Teams.

### Fahrerwertung
| Pos. | Fahrer                         | Konstrukteur    | Punkte |
| ---- | ------------------------------ | --------------- | ------ |
| 01   | Wolfgang Graf Berghe von Trips | Ferrari         | 27     |
| 02   | Phil Hill                      | Ferrari         | 25     |
| 03   | Richie Ginther                 | Ferrari         | 16     |
| 04   | Stirling Moss                  | Lotus-Climax    | 12     |
| 05   | Dan Gurney                     | Porsche         | 9      |
| 06   | Giancarlo Baghetti             | Ferrari         | 9      |
| 07   | Jim Clark                      | Lotus-Climax    | 8      |
| 08   | Jack Brabham                   | Cooper-Climax   | 4      |
| 09   | Olivier Gendebien              | Ferrari         | 3      |
| 10   | Bruce McLaren                  | Cooper-Climax   | 3      |
| 11   | Innes Ireland                  | Lotus-Climax    | 3      |
| 12   | John Surtees                   | Cooper-Climax   | 2      |
| 13   | Jo Bonnier                     | Porsche         | 2      |
| 14   | Graham Hill                    | B.R.M.-Climax   | 1      |
| 15   | Roy Salvadori                  | Cooper-Climax   | 1      |
| 16   | Maurice Trintignant            | Cooper-Maserati | 0      |
| 17   | Cliff Allison                  | Lotus-Climax    | 0      |
| 18   | Lorenzo Bandini                | Cooper-Maserati | 0      |
| 19   | Hans Herrmann                  | Porsche         | 0      |

| Pos. | Fahrer                  | Konstrukteur         | Punkte |
| ---- | ----------------------- | -------------------- | ------ |
| 20   | Tony Brooks             | B.R.M.-Climax        | 0      |
| 21   | Jackie Lewis            | Cooper-Climax        | 0      |
| 22   | Masten Gregory          | Cooper-Climax        | 0      |
| 23   | Henry Taylor            | Lotus-Climax         | 0      |
| 24   | Michael May             | Lotus-Climax         | 0      |
| 25   | Tony Maggs              | Lotus-Climax         | 0      |
| 26   | Ian Burgess             | Lotus-Climax         | 0      |
| 27   | Carel Godin de Beaufort | Porsche              | 0      |
| 28   | Trevor Taylor           | Lotus-Climax         | 0      |
| 29   | Keith Greene            | Gilby-Climax         | 0      |
| 30   | Wolfgang Seidel         | Lotus-Climax         | 0      |
| –    | Tony Marsh              | Lotus-Climax         | 0      |
| –    | Tim Parnell             | Lotus-Climax         | 0      |
| –    | Gerry Ashmore           | Lotus-Climax         | 0      |
| –    | Willy Mairesse          | Lotus-Climax / Lotus | 0      |
| –    | Lucien Bianchi          | Lotus-Climax         | 0      |
| –    | Bernard Collomb         | Cooper-Climax        | 0      |
| –    | Giorgio Scarlatti       | De Tomaso-Osca       | 0      |
| –    | Massimo Natili          | Cooper-Maserati      | 0      |

### Konstrukteurswertung
| Pos. | Konstrukteur  | Punkte |
| ---- | ------------- | ------ |
| 01   | Ferrari       | 38     |
| 02   | Lotus-Climax  | 16     |
| 03   | Porsche       | 11     |
| 04   | Cooper-Climax | 9      |

| Pos. | Konstrukteur    | Punkte |
| ---- | --------------- | ------ |
| 05   | B.R.M.-Climax   | 1      |
| –    | Cooper-Maserati | 0      |
| –    | Gilby-Climax    | 0      |
| –    | De Tomaso-OSCA  | 0      |